# Gutenbrunner Bach
Der Gutenbrunner Bach ist ein rechter Zubringer zur Zwettl westlich von Zwettl in Niederösterreich.
Der Gutenbrunner Bach entspringt südlich von Schloss Rosenau beim Steinberg (726 m ü. A.), wo er zunächst mehrere Teiche speist und danach in Richtung Norden abfließt. Dort nimmt er das links zufließende Waldbachl auf, welches seinerseits vom Bach von Ober Neustift gespeist wird, einem rechten, aus Ober Neustift kommenden Zufluss.  Der Gutenbrunner Bach nimmt danach den von Niederneustift abfließenden Finsterbach auf, führt westlich an Guttenbrunn vorüber und auf die Zwettl zu, in die er von rechts einmündet. Sein Einzugsgebiet beträgt 12,3 km² in teilweise bewaldeter Landschaft umfasst.
Obwohl das namensgebende Guttenbrunn mit Doppel-t geschrieben wird, führt der Bach nur ein t im Namen.